# Pantomima
Pantomima je naziv za predstave u kojima glumac misli i osjećaje lika koji tumači prenosi samo pokretima tijela i mimikom, a bez uporabe riječi. U 19. stoljeću je u Hrvatskoj za pantomimu zabilježen naziv nijemoigra.
Pantomima pripada scenskoj umjetnosti. Njeno sredstvo za izražavanje je u prvoj liniji čovječje tijelo. Gramatika pokreta u pantomimi je uzeta najvećim dijelom iz svakodnevnog života. Riječi, rekviziti i glazba nisu prisutni. Cilj pantomime nije razvijanje snage ili savitljivosti tijela, nego staviti tijelo pod kontrolu svjesnosti. To znači, da je pantomimičar sposoban da u svakome trenutku (naprimjer dvije polovice tijela istovremeno, ali različito pokretati) pobuditi svoje pokrete kroz svjesnost. 
U pantomimi razlikujemo tri vrste pokreta :
- umjetnost stava ili držanja (kroz vanjski, tjelesni stav i pokrete jednog karaktera prikazati vidljivim njegove osjećaje i unutrašnji stav jedne figure)

- znakovi i pokreti iz svakodnevnog života u njenoj uveličanoj formi (mahanje, pozdravljanje, itd)

- Iluziona tehnika (objašnjenje, spor čovjeka s njegovom okolinom koja su prikazana samo čistim tjelesnim sredstvima)

Pantomima je umjetnost tišine; poezija visokog kultiviranog pokreta. Mimos ili mim od grč. mimos-podražavatelj, podražavanje; prvobitno je osobit način predstavljanja u antičkom kazalištu. Pantomima (panto-sve, mimos-podražavanje) spominje se još u staroj Grčkoj i Rimu, a i u zapisima putopisaca po Dalekom Istoku.

## Nastanak i razvoj pantomime u Europi
Nažalost, gledajući razvoj pantomime kroz različite epohe, ne možemo naći opis koji se prenosio i razvijao s koljena na koljeno, vec samo neke postaje, koje su nastale pod određenim okolnostima govornog ili glazbenog teatra kao jedan nijemi, tjelesno izraženi teatar.
Pantomima antike i današnja, moderna pantomima se razlikuje jedna od druge. Prva forma pantomime je nastala u antičko vrijeme. U Grčkoj, glumci su igrali mitološke tematike koje su gledateljima bile poznate. Zbor koji se sastojao od 30 do 40 osoba je pjevao ili komentirao glumčeve namjere na sceni. Arena je primala i do 20.000 posjetitelja, i glumci su koristili velike maske te stajali na visokim štapovima kako bi bili viđeni s velike udaljenosti. Kasnije, u starom Rimu nastaje jedna teatar forma koja u središte pažnje stavlja nijemog solista pantomimičara. Pantomima je u starome Rimu bila jako popularna, a glumci vrlo cijenjeni.
Početak 17. stoljeća je druga postaja u razvoju umjetnosti pantomime. Nastala je pod sasvim drugačijim okolnostima. Nekim teatrima, zakonom nije bilo dozvoljeno da govore, dok su neki teatri imali privilegije govora. Glumci koji su glumili u tišini, kroz pokrete su tražili nove teatralne puteve i na taj način uspijevali izbjeći zakon privilegiranih. Talijanska Commedia dell arte je sa svojim karakterima: Harlekina, Kolumbine, Kapetana, Pantalonea i sa svojim karakter maskama imala najveći utjecaj na teatre širom Europe.
Početkom 18 stoljeća, u Parizu je nastupao legendarni Jean Gaspard Deburau u ulozi Pierrota u Thèàtre des Funambules. Njegova figura je melankolična, vječno zaljubljeni Pierrot s dugim bijelim kostimom, koji u tišini podnosi bol neuzvraćene ljubavi, stajala je tada u kontrastu s karakterima melodrame koje su tada bile u modi.
Umjetnost pantomime je uvijek bila povezana s govorom ili plesom. Prvi put u povijesti, pantomima se odvaja od govora, plesa i postaje samostalna umjetnost početkom 20. stoljeća ali ne u teatru, nego u eksperimentalnom studiju od velikog reformista moderne pantomime po imenu Etienne Decroux. U Parizu, u godini 1923., Etienne Decroux je počeo (rođen 1898) sebe, a kasnije i druge obučavati pokretima tijela na sceni. Njegov cilj nije bio reformacija pantomime, nego napraviti jednu čistu umjetnost pokreta- Mime Corporel. Decroux analizira pokrete čovječjeg tijela pod geometrijskim okolnostima. Tako nastaje Inklinacija (naklon), translacija (pomicanje) i rotacija čovječjeg tijela kao osnova za sve predstojeće iluzorne tehnike pantomime. Pantomima dobiva i svoju pedagogiku i gramatiku gemetrijskih pokreta.
Njegovi učenici su slavn:  Jean Louis Barrault i Marcel Marceau, koji je kasnije Decrouxov sistem razradio i napravio pristupačnim čitavoj teatar publici. Zahvaljujući djelovanju Marceaua na području pantomime, uspio je, da ovu umjetnost napravi svjetski poznatom.
Francuska škola razdvaja pojam “ pantomime” i “ mime.” 
- Pantomima živi u tradiciji stare pantomime, tj. u priči o svakodnevnom životu, njegovim komičnim i tragičnim situacijama i obraća se direktno publici. Bijela maska od Pierrota često ne preuzeta. Izražava se putem ekstremiteta i mimike.

- Mime želi izraziti ljudske konflikte i situacije, osjećanja i emocije bez priče, kroz scenu. Njegova vrsta “govora” je simbolična, u stilu Decrouxa, čak i abstraktna i pušta svoje tijelo da djeluje. Lice nije našminkano ili je prekriveno s tkaninom ili s neutralnom maskom.

Pantomima je prisutna i u ranim filmovima:  Charlieja Chaplina, Bustera Keatona, Laurela i Hardyja i braće Marx.

## Pantomimičari
- Adam Darius
- Etienne Decroux
- Ladislav Fialka
- Marcel Marceau
- Carlos Martínez
- Sammy Molcho
- Jacques Tati
- Henryk Tomaszewski

## Moderni pantomimičari
- Damir Dantes